# SoundCloud
SoundCloud là dịch vụ chia sẻ âm nhạc trực tuyến cho phép người dùng tải lên, quảng bá và chia sẻ âm thanh. Được thành lập vào năm 2007 bởi Alexander Ljung và Eric Wahlforss, SoundCloud là một trong những dịch vụ phát nhạc trực tuyến lớn nhất thế giới và có sẵn trên 190 quốc gia và vùng lãnh thổ. SoundCloud có hơn 76 triệu người dùng hằng tháng và hơn 200 triệu bài nhạc tính tới tháng 11 năm 2021. Dịch vụ cung cấp các gói thành viên miễn phí và trả phí trên nền tảng, có sẵn cho máy tính để bàn, thiết bị di động và Xbox. SoundCloud cũng đã phát triển từ một nền tảng phát trực tuyến truyền thống thành một công ty giải trí.

## Lịch sử

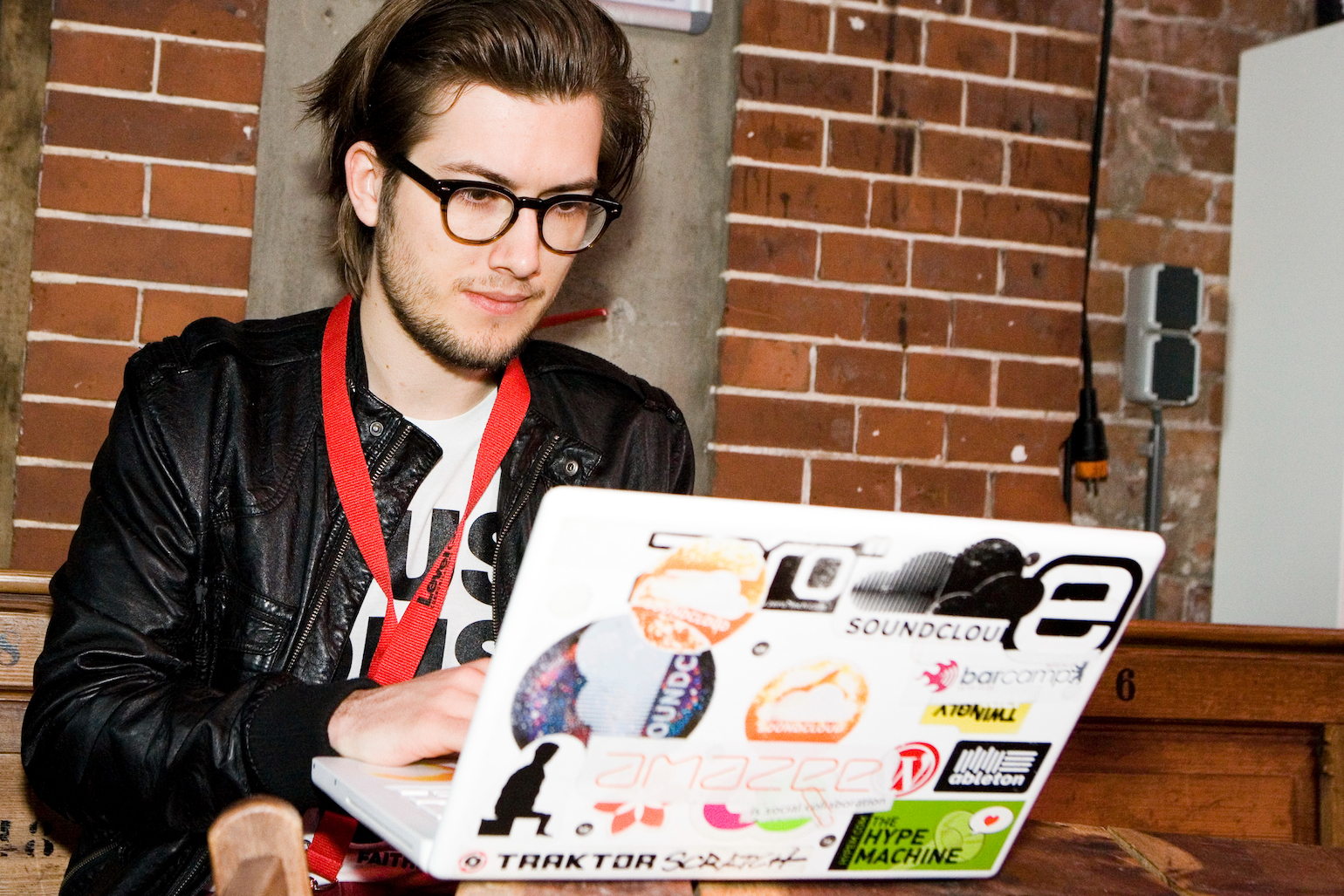
Alexander Ljung (2009)

SoundCloud được thành lập tại Berlin vào ngày 27 tháng 8, 2007 bởi nhà thiết kế âm thanh người Thụy Điển Alexander Ljung và nhạc sĩ điện tử người Thụy Điển Eric Wahlforss, trang web được ra mắt vào ngày 17 tháng 10, 2008. Ban đầu nó được dự định cho phép các nhạc sĩ cộng tác bằng cách tạo điều kiện chia sẻ và thảo luận về các bản ghi âm, nhưng sau đó được chuyển thành công cụ xuất bản để phân phối âm nhạc. Theo tạp chí Wired, SoundCloud đã cạnh tranh sự thống trị của Myspace với vai trò là nền tảng để các nhạc sĩ phân phối nhạc của họ.
Vào tháng 4 năm 2009, SoundCloud đã nhận được khoản tài trợ từ vòng gọi vốn Series A trị giá 2,5 triệu euro từ Doughty Hanson Technology Ventures. Vào tháng 5 năm 2010, SoundCloud thông báo họ có một triệu người dùng. Vào tháng 1 năm 2011, có thông tin cho rằng SoundCloud đã huy động được 10 triệu đô la Mỹ vốn Series B từ Union Square Ventures và Index Ventures. Vào ngày 15 tháng 6, 2011, SoundCloud báo cáo rằng có năm triệu người dùng đã đăng ký, công ty cũng nhận được các khoản đầu tư từ Ashton Kutcher và Quỹ A-Grade của Guy Oseary, sau đó vào ngày 23 tháng 1, 2012, công ty báo cáo rằng có 10 triệu người dùng đã đăng ký. Vào tháng 5 năm 2012, có thông báo rằng SoundCloud có 15 triệu người dùng và lượng truy cập trang web đã tăng lên 1,5 triệu người dùng mỗi tháng.
Vào tháng 3 năm 2014, Twitter thông báo sẽ hợp tác với SoundCloud trong việc phát triển ứng dụng âm nhạc tích hợp đầu tiên của mình. Tuy nhiên, dự án không bao giờ được tiến hành vì SoundCloud không thể cung cấp nhạc được cấp phép do thiếu sự thỏa thuận cần thiết với các hãng âm nhạc. Vào tháng 7 năm 2013, SoundCloud có 40 triệu người dùng đã đăng ký và có hơn 20 triệu người dùng đăng ký mới mỗi tháng.
SoundCloud thông báo vào tháng 1 năm 2014 rằng họ đã bắt đầu đàm phán về cấp phép bản quyền với các công ty âm nhạc lớn để giải quyết vấn đề bài nhạc không phép, có bản quyền thường xuyên xuất hiện trên nền tảng. Thông báo được đưa ra sau khi công ty nhận được khoản tài trợ 60 triệu đô la Mỹ, điều này dẫn đến việc định giá công ty đã tăng lên thành 700 triệu đô la. Theo các nguồn tin truyền thông, cuộc đàm phán được đưa ra nhằm tránh những vấn đề tương tự mà Google từng phải đối mặt, công ty đã buộc phải gỡ xuống một lượng lớn các video trên nền tảng chia sẻ video YouTube của mình.
Vào tháng 5 năm 2015, có thông tin cho rằng Twitter đang xem xét việc mua lại SoundCloud với trị giá khoảng 2 tỷ đô la Mỹ. Tuy nhiên, triển vọng mua lại bị suy giảm bởi các phương tiện truyền thông với một báo cáo nói rằng "các con số không được cộng lại" (the numbers didn't add up). Bobby Owsinski đưa ra giả thuyết của mình trên trang web Forbes vào tháng 7 cùng năm rằng nguyên nhân chính của sự việc là do SoundCloud liên tục không thể đảm bảo thỏa thuận với các hãng âm nhạc lớn.
Vào ngày 28 tháng 9, 2016, Spotify thông báo rằng họ đang đàm phán để mua lại SoundCloud. Không lâu sau vào ngày 8 tháng 12, 2016, Spotify được cho là đã từ bỏ kế hoạch mua lại của mình.
Vào tháng 2 năm 2019, SoundCloud báo cáo đã có hơn 200 triệu bài nhạc được tải lên nền tảng này, gấp 4 lần so với Myspace.

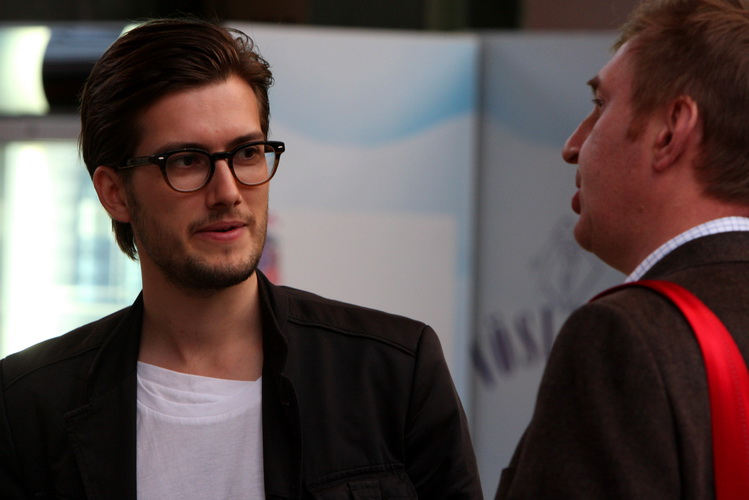
Alexander Ljung tại Next10 (2010)

Vào tháng 5 năm 2019, SoundCloud đã mua lại nền tảng phân phối nghệ sĩ Repost Network.
Vào tháng 1 năm 2020, Sirius XM đã công bố khoản đầu tư 75 triệu đô la Mỹ dành cho nền tảng.
Vào ngày 2 tháng 3, 2021, SoundCloud đã công bố một mô hình kiếm tiền mới dành cho các nghệ sĩ, được gọi là "fan-powered royalties" (tiền bản quyền do người hâm mộ cung cấp), và bắt đầu có hiệu lực từ ngày 1 tháng 4, 2021. Theo mô hình mới này, tiền bản quyền đến trực tiếp từ doanh thu đăng ký và quảng cáo mà Soundcloud kiếm được từ người nghe, thay vì phân bổ một phần nhất định trong tổng nhóm doanh thu mà SoundCloud kiếm được cho từng nghệ sĩ dựa trên các luồng. Điều này có nghĩa là người nghe sẽ nghe nhiều quảng cáo hơn hoặc đăng ký dịch vụ SoundCloud Go, nó sẽ có lợi hơn dành cho các nghệ sĩ, đặc biệt là các nhạc sĩ độc lập nhỏ và có lượng người hâm mộ nghe nhạc của họ thường xuyên.Bản mẫu:Self-published inline Không có nhiều thông tin về lợi ích của tiền bản quyền do người hâm mộ cung cấp cho các nghệ sĩ ngoài tuyên bố của SoundCloud, hầu hết các dịch vụ cạnh tranh khác, như Spotify, vẫn tiếp tục sử dụng mô hình tiền bản quyền gộp truyền thống.
Vào tháng 12 năm 2021, giám đốc tài chính của SoundCloud, Drew Wilson, nói rằng công ty "đang ở ngưỡng hòa vốn" và dự kiến sẽ tạo ra lợi nhuận ròng vào năm 2023. Sự phổ biến của SoundCloud Rap tăng và các nghệ sĩ nổi tiếng từ SoundCloud giúp nền tảng này có đủ lượng người dùng để kinh doanh. SoundCloud là một nền tảng tương tác, so với các dịch vụ phát trực tuyến khác, góp phần giúp nghệ sĩ có thể nổi tiếng.

### Kiếm tiền, dịch vụ đăng ký
Vào tháng 8 năm 2014, SoundCloud công bố một chương trình mới với tên gọi "On SoundCloud" cho phép các "Premier" kiếm tiền từ nội dung của họ thông qua quảng cáo âm thanh, ủng hộ kênh, quảng cáo hiển thị hình ảnh trên thiết bị di động và nội dung gốc. Công ty đã công bố các thỏa thuận với một số đối tác nội dung (bao gồm Comedy Central và Funny or Die), các hãng thu âm độc lập và mạng lưới đa kênh YouTube, đồng thời công ty đang trong "các cuộc thảo luận nâng cao tích cực" với các hãng thu âm lớn.
Vào tháng 12 năm 2014, có thông báo rằng SoundCloud có khả năng huy động được 150 triệu đô la Mỹ trong khoản tài trợ mới, điều này khiến việc định giá của công ty vượt hơn 1 tỷ đô la. Vấn đề thương hiệu lại nổi lên khi báo cáo tài chính mới được công bố, vì khả năng kiếm tiền của nền tảng được coi là điểm yếu - SoundCloud đã ký thỏa thuận với Warner Music Group như là một phần của chương chình mới Premier cho phép cả Warner Music, công ty cũng có cổ phần nhỏ trong công ty, và bộ phận xuất bản của công ty để kiếm tiền bản quyền cho các bài hát được chọn để kiếm tiền trên nền tảng; trong khi đó các hãng khác vẫn còn hoài nghi về mô hình kiếm tiền của công ty. By December 2014, SoundCloud had shared ad revenue with about 60 other Premier Partners. Concerns over the amount of revenue from the program led Sony Music Entertainment to pull its content from the service entirely in May 2015. In June 2015, SoundCloud announced that it had reached a deal with the Merlin Network, a group representing 20,000 independent record labels, to monetize their content through the Premier partner program.
Vào tháng 1 và tháng 3 năm 2016, SoundCloud reached respective deals with Universal Music Group and Sony Music Entertainment. A UMG spokesperson told The New York Times that the deal would give the company an option to require certain content to be restricted to paid subscribers, a statement suggesting that SoundCloud was preparing to launch its own subscription streaming service.
Vào tháng 2 năm 2017, SoundCloud launched a mid-range subscription tier named SoundCloud Go, that allows users to remove ads and listen offline for $US5 per month through the site. The original version, which was renamed to SoundCloud Go+, allows access to (at the time) over 150 million songs, offline playback, no ads, no previews, and premium music tracks for $US10 per month through the site. Both subscriptions were categorized for listeners, with separate subscription services provided specifically for creators.
Vào mùa xuân năm 2017, SoundCloud initially faced being sold after not raising the $100 million needed to support the platform. The initial evaluation of SoundCloud at $700 million did not hold as strong to investors after their financial shortages. Vào tháng 7 cùng năm, SoundCloud announced layoffs and the closure of two of its five offices in San Francisco and London in an effort to manage costs. In August 2017, SoundCloud announced it reached an agreement on a $169.5 million investment from The Raine Group and Temasek. In connection with the investment, veteran digital media operators Kerry Trainor and Michael Weissman joined the SoundCloud team respectively as chief executive officer and Chief Operating Officer. Alexander Ljung and Eric Wahlforss remained with the company—Ljung as chairman of the board, and Wahlforss as Chief Product Officer until 2019, when Wahlforss transitioned into an advisory role.
Vào tháng 5 năm 2022, SoundCloud announced the company had acquired the Singapore based music AI company Musiio, with the aims of increase features on the site such as discovery features.

## Tính khả dụng
Vào cuối tháng 11 năm 2013, phiên bản máy tính của SoundCloud bị chặn bởi GFW (Great Firewall) tại Trung Quốc đại lục; vào ngày 3 tháng 3 năm 2014, phiên bản web di động và ứng dụng di động của nó đã bị chặn hoàn toàn ở Trung Quốc đại lục.
Chính phủ Thổ Nhĩ Kỳ chặn truy cập website SoundCloud vào tháng 1 năm 2014.
Vào tháng 10 năm 2022, Cục Giám sát Truyền thông, Công nghệ Thông tin và Phương tiện Truyền thông Đại chúng Liên bang của Nga đã chặn truy cập SoundCloud do từ chối gỡ bỏ các podcast phản chiến tranh.